# Minden (Nevada)
Minden é uma Região censo-designada localizada no estado americano de Nevada, no Condado de Douglas.

## Geografia
De acordo com o United States Census Bureau tem uma área de 11,2 km², dos quais 11,1 km² cobertos por terra e 0,1 km² cobertos por água. Minden localiza-se a aproximadamente 1440 m acima do nível do mar.

### Localidades na vizinhança
O diagrama seguinte representa as localidades num raio de 16 km ao redor de Minden.

## Demografia
Segundo o censo americano de 2010, a sua população era de 3001 habitantes.

## Lista de marcos
A relação a seguir lista as entradas do Registro Nacional de Lugares Históricos em Minden. O primeiro marco foi designado em 16 de abril de 1975 e o mais recente em 19 de fevereiro de 2008.
- Carson Valley Improvement Club Hall
- Distrito Histórico de Genoa
- Douglas County Courthouse
- Farmers Bank of Carson Valley
- Farmers' Bank of Carson Valley
- Home Ranch
- Minden Butter Manufacturing Company
- Minden Elementary School
- Minden Flour Milling Company
- Minden Inn
- Minden Wool Warehouse